# Alexander Pascal
Alexander Pascal (ur. 24 października 1994) – kajmański lekkoatleta specjalizujący się w rzucie oszczepem.
W 2011 odpadł w eliminacjach mistrzostw świata juniorów młodszych oraz był dziewiąty na mistrzostwach panamerykańskich juniorów. Srebrny medalista mistrzostw Ameryki Środkowej i Karaibów juniorów z 2012 oraz uczestnik mistrzostw świata juniorów w Barcelonie. Na początku 2013 zdobył złoto CARIFTA Games. W tym samym roku został wicemistrzem Ameryki Środkowej i Karaibów.
Rekord życiowy: 75,38 (7 czerwca 2017, Eugene) rekord Kajmanów.

## Osiągnięcia
| Rok  | Impreza                                           | Miejsce         | Lokata            | Wynik |
| ---- | ------------------------------------------------- | --------------- | ----------------- | ----- |
| 2011 | Mistrzostwa świata juniorów młodszych             | Lille Metropole | el. – 27. miejsce | 61,34 |
| 2011 | Mistrzostwa panamerykańskie juniorów              | Miramar         | 9. miejsce        | 63,23 |
| 2012 | Mistrzostwa Ameryki Środkowej i Karaibów juniorów | San Salvador    | 2. miejsce        | 68,84 |
| 2012 | Mistrzostwa świata juniorów                       | Barcelona       | el. – 19. miejsce | 67,41 |
| 2013 | CARIFTA Games                                     | Nassau          | 1. miejsce        | 67,50 |
| 2013 | Mistrzostwa Ameryki Środkowej i Karaibów          | Morelia         | 2. miejsce        | 71,85 |
| 2013 | Mistrzostwa panamerykańskie juniorów              | Medellín        | 1. miejsce        | 72,82 |